# DC動畫宇宙
DC動畫宇宙（英語：DC animated universe，簡稱DCAU）是指由華納兄弟動畫推出的一系列受歡迎的電視系列動畫片及相關副產品的粉絲之間的稱呼術語。這些系列大多改編自DC漫畫。系列有時會被稱作「蒂姆史詩（Timmverse）」，因為這些都來自於製片人布鲁斯·蒂姆的一致創意。

## DCAU的未來
在《正義聯盟無限版》系列動畫結束後，華納兄弟已轉移了各種DC漫畫的新版本，而不是和一起DCAU重振。
對於DCAU連續性寫的最後一個劇本標題是「正義聯盟：世界碰撞（Justice League: Worlds Collide）」。這個劇本是為了彌合《正義聯盟》與《正義聯盟無限版》之間幾個月的差距。該草案最終被改編成2010年2月電影《正義聯盟：兩面夾擊》，去除了特定於DCAU連續性的引用。還更換了約翰·史都華和哈爾·喬丹在DCAU的配音員，沒有了名流人物的投入。

### 漫畫
未來蝙蝠俠漫畫系列是延續了未來蝙蝠俠的專營權。但是，它不遵循DCAU的連續性，而是其宇宙和主流漫畫。電視連續短劇開始於2010年6月，標題《Future Evil》。2010年8月，該系列宣布繼續完成第一故事線來持續下面的系列。

## 外部連結
- DC Comics official site（页面存档备份，存于）
- World's Finest（页面存档备份，存于）
- DC Animated Universe Wiki（页面存档备份，存于）
- World's Finest Podcast（页面存档备份，存于）
- DCAU Resource - The Timeline（页面存档备份，存于）